# Station Czerwionka
Station Czerwionka is een spoorwegstation in de Poolse plaats Czerwionka.